# Manuel Asensi
Manuel Asensi (Valencia, 1918. július 12.–1997. február 12.) spanyol nemzetközi labdarúgó-játékvezető.

## Pályafutása
1948-ban lett az I. Liga játékvezetője. A nemzeti játékvezetéstől 1962-ben vonult vissza. Első ligás mérkőzéseinek száma: 171.

### Nemzeti kupamérkőzések
Vezetett kupadöntők száma: 2.

#### Spanyol labdarúgókupa
| Időpont          | Helyszín                          | Mérkőzés típusa | Mérkőzés                   | Eredmény | Nézők száma |
| ---------------- | --------------------------------- | --------------- | -------------------------- | -------- | ----------- |
| 1951. május 27.  | Estadio Chamartín, Madrid         | döntő           | FC Barcelona–Real Sociedad | 3 – 0    | 75 000      |
| 1959. június 21. | Santiago Bernabéu stadion, Madrid | döntő           | FC Barcelona–Granada CF    | 4 – 1    | 90 000      |

### Nemzetközi játékvezetés
A Spanyol labdarúgó-szövetség Játékvezető Bizottsága (JB) terjesztette fel nemzetközi játékvezetőnek, a Nemzetközi Labdarúgó-szövetség (FIFA) 1948-tól tartotta nyilván bírói keretében. A FIFA JB központi nyelvei közül a spanyolt beszélte. Több nemzetek közötti válogatott és klubmérkőzést vezetett, vagy működő társának partbíróként segített. A spanyol nemzetközi játékvezetők rangsorában, a világbajnokság-Európa-bajnokság sorrendjében többedmagával a 21. helyet foglalja el 3 találkozó szolgálatával. Az aktív nemzetközi játékvezetéstől 1961-ben búcsúzott. Válogatott mérkőzéseinek száma: 7.

#### Labdarúgó-világbajnokság
A világbajnoki döntőhöz vezető úton Svájcba az V., az 1954-es labdarúgó-világbajnokságra és Chilébe  a VII., az 1962-es labdarúgó-világbajnokságra a FIFA JB játékvezetőként alkalmazta. A FIFA JB elvárásának megfelelően, ha nem vezetett, akkor valamelyik működő társának partbíróként segített. 1954-ben kettő csoportmérkőzésen és az egyik negyeddöntőn volt partbaró. Egyes számú besorolása alapján játékvezetői sérülés esetén továbbvezethette volna a találkozót. Világbajnokságon vezetett mérkőzéseinek száma: 1 + 3 (partbíró).

##### 1954-es labdarúgó-világbajnokság

###### Világbajnoki mérkőzés
| Időpont          | Helyszín                 | Mérkőzés típusa        | Mérkőzés             | Eredmény | Nézők száma |
| ---------------- | ------------------------ | ---------------------- | -------------------- | -------- | ----------- |
| 1954. június 19. | Charmilles Stadion, Genf | selejtező (A. csoport) | Franciaország–Mexikó | 3 : 2    | 19 000      |

##### 1962-es labdarúgó-világbajnokság

###### Selejtező mérkőzés
| Időpont           | Helyszín                 | Mérkőzés típusa           | Mérkőzés           | Eredmény | Nézők száma |
| ----------------- | ------------------------ | ------------------------- | ------------------ | -------- | ----------- |
| 1961. november 4. | Comunale Stadion, Torino | előselejtező (7. csoport) | Olaszország–Izrael | 6 : 0    | 60 799      |

#### Európa-bajnokság
Az európai-labdarúgó torna döntőjéhez vezető úton Franciaországba az I., az 1960-as labdarúgó-Európa-bajnokságra az UEFA JB játékvezetőként foglalkoztatta.

##### 1960-as labdarúgó-Európa-bajnokság

###### Selejtező mérkőzés
| Időpont            | Helyszín                 | Mérkőzés típusa   | Mérkőzés               | Eredmény | Nézők száma |
| ------------------ | ------------------------ | ----------------- | ---------------------- | -------- | ----------- |
| 1959. december 13. | Colombes Stadion, Párizs | egyik negyeddöntő | Franciaország–Ausztria | 5 : 2    | 43 775      |